# Estrada de Ferro São Paulo-Rio Grande
A Estrada de Ferro São Paulo-Rio Grande, também conhecida como Itararé-Uruguai, foi uma via ferroviária que interligou a Região Sudeste do Brasil à Região Sul do Brasil.

## História
O engenheiro João Teixeira Soares projetou, em 1887, o traçado de uma estrada de ferro entre Itararé (SP) e Santa Maria (RS), com 1 403 km de extensão, para ligar a então Província de São Paulo, Província do Paraná, Província de Santa Catarina e Província do Rio Grande do Sul pelo interior, o que permitiria a conexão, por ferrovia, do Rio de Janeiro à Argentina e ao Uruguai.
Em 9 de novembro de 1889, poucos dias antes da proclamação da república brasileira, o Imperador D. Pedro II outorgou a concessão dessa estrada de ferro a Teixeira Soares. Sua construção teve início em 1897, no sentido norte-sul, tendo o trecho de 264 km entre Itararé e Rio Iguaçu (em Porto União) sido concluído em 1905.
Em 1908 Percival Farquhar, através de sua holding Brazil Railway Company, adquiriu o controle da Companhia de Estrada de Ferro São Paulo-Rio Grande (EFSPRG) Antevendo o enorme potencial de lucro que poderia obter com a exportação de madeira das densas florestas centenárias de araucária existentes na região (sob a copa das araucárias havia imbuias com mais de 10 metros de circunferência) - em terras que viria a receber como doação do governo federal, nos termos do contrato de concessão da ferrovia - já fundara, anteriormente, a Southern Brazil Lumber & Colonization Company, que se tornou conhecida como a Lumber.
Farquhar incumbiu o engenheiro Achilles Stenghel de chefiar o ousado empreendimento. Este mandou recrutar, nas principais cidades brasileiras e até no exterior 4.000 operários - mediante a oferta de altos salários e boas condições de trabalho - para aumentar o contingente de mão de obra, que chegou a atingir 8.000 trabalhadores, distribuídos ao longo de 372 km da ferrovia.
O trecho de Porto União a Taquaral Liso foi inaugurado em 3 de abril de 1909 pelo presidente Afonso Pena.
A estrada de ferro foi solenemente inaugurada em 17 de dezembro de 1910. Uma enchente ocorrida em maio de 1911 derrubou a ponte provisória, de madeira, sobre o Rio Uruguai, interrompendo seu tráfego, que só voltou a ser totalmente restabelecido quando da instalação, em 1912, da Ponte de Marcelino Ramos em aço que se encontra em serviço até hoje.
O engenheiro Achilles Stenghel correspondeu às expectativas de Farquhar: construindo a estrada de ferro praticamente a poder de pás e picaretas, sem dispor de maquinários, fez a construção da ferrovia avançar a um ritmo alucinante de 516 metros por dia.
A União garantiu, por contrato, à Brazil Railway Company uma subvenção de 30 contos de réis por quilômetro construído e, ainda mais, garantiu juros de 6% a.a sobre todo o capital que fosse investido pela concessionária na obra. Como a Brazil Railway Company, contratualmente, recebia por quilômetro, cuidou de alongar ao máximo a linha, fazendo curvas desnecessárias e economizando assim em aterros, pontes, viadutos e túneis.
A companhia Brazil Railway Company, que recebeu do governo 15 km de cada lado da ferrovia, iniciou a desapropriação de 6.696 km² de terras (equivalentes a 276.694 alqueires) ocupadas já há muito tempo por posseiros que viviam na região entre o Paraná e Santa Catarina. O governo brasileiro, ao firmar o contrato com a Brazil Railway Company, declarou a área como devoluta, ou seja, como se ninguém ocupasse aquelas terras. A área total assim obtida deveria ser escolhida e demarcada, sem levar em conta sesmarias nem posses, dentro de uma zona de trinta quilômetros, ou seja, quinze para cada lado.. Isso, e até mesmo a própria outorga da concessão feita à Brazil Railway Company, contrariava a chamada Lei de Terras de 1850. Não obstante, o governo do Paraná reconheceu os direitos da ferrovia; atuou na questão, como advogado da Brazil Railway, Affonso Camargo, então vice-presidente do Estado.
Essas terras foram  oficialmente consideradas, pelo governo, pela Justiça do Paraná, e pela concessionária, como sendo terras devolutas e desabitadas. A realidade dos fatos era, entretanto,  bem outra. Seu povoamento tivera início já no século XVIII, com o comércio de gado entre o Rio Grande do Sul e São Paulo, quando ali surgiram os primeiros locais de pouso.
Durante muito tempo os milhares de habitantes desses longínquos rincões viveram, semi-isolados, da criação extensiva de gado, da coleta de erva mate e da extração rudimentar de madeira para seu próprio consumo. A erva mate podia ser vendida na região do rio da Prata.
Se por um lado não se poderá isentar, totalmente, Farquhar na culpa pelos trágicos episódios que vieram a suceder na região do Contestado - como veremos adiante - por outro lado o governo federal, ao doar à Brazil Railway Company - mediante um contrato de concessão de serviços públicos - terras que eram ocupadas há séculos por brasileiros como se fossem terra de ninguém, destacou-se como o principal causador dos graves conflitos ali ocorridos.
Enquanto houve emprego disponível na construção da ferrovia não ocorreram maiores problemas. Ao término das obras, a Brazil Railway Company, por razões que se desconhece, não cumpriu seu compromisso de pagar a viagem de volta às suas cidades de origem para os 4.000 operários que arregimentara Brasil afora. Esses, desempregados, e sem meios para retornar a seus lares,  juntaram-se aos demais nativos que foram demitidos da obra e começaram a perambular pela região, carentes de meios de subsistência. Foi lançada aí a primeira semente do que acabaria se tornando a Guerra do Contestado.
Todo o complexo da Brazil Railway Company acabou sendo dominado pela corrupção, indo à concordata em 1917. Em 1942 o governo Getúlio Vargas encampou todos os bens da Brazil Railway Company, incorporando o acervo da ferrovia à RVPSC (Rede de Viação Paraná-Santa Catarina). Esta, por sua vez, foi incorporada à RFFSA (Rede Ferroviária Federal S/A) em 1957.

## Variantes
A ferrovia foi originalmente construída com padrões técnicos muito baixos, na expectativa que fosse melhorada conforme lucrasse. Nesse esforço, todos os seus trilhos originais e pontes de madeira foram sendo paulatinamente substituídos por trilhos com maior capacidade de carga e pontes de metal; e a linha ganhou sub-lastro de pedras (originalmente os dormentes eram dispostos diretamente no barro).
A ferrovia é muito tortuosa e cheia de curvas, que aproveitam acidentes naturais do terreno e procuram evitar até os menores acidentes geográficos. Em particular o trecho paranaense da ferrovia, construído antes da compra por Percival Farquhar, é incrivelmente tortuoso. Esta decisão de engenharia economiza em obras caras como pontes, viadutos, aterros, cortes e túneis, mas prejudicou a lucratividade e mesmo a viabilidade da ferrovia desde praticamente sua inauguração.
No ano de 1940, foi inaugurado o novo trecho de serra entre Porto União/SC e Matos Costa/SC, denominado "variante de São João", com uma declividade máxima de 1,3%, que é muito boa para os padrões nacionais (a Curitiba-Paranaguá tem 3%). O leito da ferrovia original foi transformado em estrada de rodagem, que acompanha aproximadamente o sentido da variante. 
Nos anos 1950, o trecho entre Jaguariaíva/PR e Itararé/SP ganhou a "variante de Jaguariaíva-Fábio Rego", com um longo túnel e longos viadutos metálicos ainda visíveis a partir da rodovia. A linha original neste trecho era conhecida como o "pior trecho ferroviário do Brasil" pelo excesso de curvas que literalmente dobrava a distância do trajeto. 

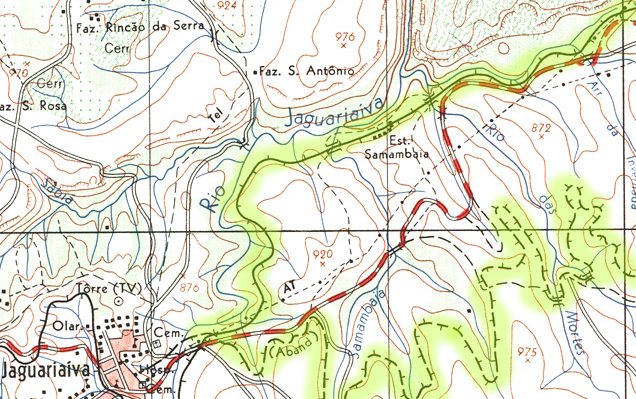
EFSPRG nas imediações de Jaguariaíva com destaque para as ferrovias. Linha original, extremamente tortuosa, ao sul da rodovia. Variante ao norte da rodovia.

No Google Earth é possível constatar pedaços do traçado antigo, que foram aproveitados como estradas locais, divisas de propriedades, etc.
Nos anos 1960, possivelmente foi construída uma variante curta entre Jaguariaíva/PR e Piraí do Sul/PR. Embora não se encontre documentação a respeito, a carta do IBGE faz constar o trajeto a linha abandonada ao lado da nova.

## Hoje
Os trechos da ferrovia Itararé-Uruguai encontram-se em estados bastante diferentes de uso e conservação. No geral, a situação da antiga EFSPRG é bastante crítica, por diversos motivos. A baixa densidade econômica das regiões que atravessa, a extinção de trechos que hoje poderiam torná-la viável, e a falta de interesse no desenvolvimento do transporte de passageiros de massa colaboram com este mau estado de coisas. É notório que as cidades marginais à antiga EFSPRG e deixaram de receber transporte de carga e passageiros por trem, minguaram economicamente.
O trecho entre Jaguariaíva e Itararé foi extinto em 1996, apesar de já ser uma variante melhorada. O trecho entre Porto União/SC a Irati/PR foi extinto em 1992.  Também era extremamente tortuoso e já era evitado por cargas desde o final dos anos 1960 desde que o Tronco Principal Sul (que segue aproximadamente o trajeto da BR-116) entrou em operação.
O trecho entre Ponta Grossa/PR e Jaguariaíva/PR permanece com trilhos mas sem tráfego há muitos anos. Dois ramais que partem desse trecho (Barra Bonita e Paranapanema) também estão abandonados. A fábrica da Klabin em Telêmaco Borba/PR, que poderia gerar tráfego para este trecho, financiou a construção de um novo ramal do outro lado do rio, conectando-se à mais moderna ferrovia Apucarana-Uvaranas.
A Ferrovia do Contestado, trecho entre Porto União/SC e Marcelino Ramos/RS cujo trajeto lembra o da BR-153, permanece com trilhos mas sem tráfego desde os anos 2000. A linha estava sofrível mas trafegável até o início da década de 2010. A partir daí foi abandonada e a grande enchente de 2014 danificou alguns trechos, o que levou a seu abandono completo. A maioria dos trechos nem é praticável a pé devido ao mato. Apenas o trecho entre Piratuba/SC e Marcelino Ramos/RS é mantido pela Associação Brasileira de Preservação Ferroviária (ABPF-SC) para que a maria-fumaça turística possa circular semanalmente. A "Linha do São Francisco", também construída pela Brazil Railway entre Porto União e São Francisco do Sul/SC está no mesmo estado: com trilhos, mas impraticável. Idem para o prolongamento da linha para o Rio Grande do Sul, inclusive pela atuação de posseiros em Erechim/RS que construíram sobre a linha, deixando todo o trecho catarinense isolado pelos dois lados.
O único trecho em serviço ativo regular é aquele entre Irati/PR e Ponta Grossa/PR, por conta do Ramal de Guarapuava que liga a estação de Engenheiro Gutierrez em Irati a Guarapuava/PR e finalmente a Cascavel/PR através da Ferroeste. Tanto o trecho em uso da Itararé-Uruguai quanto o Ramal de Guarapuava são linhas antigas, cheias de curvas e em terreno acidentado, de modo que pelo menos no planejamento estratégico do DNIT, de lideranças estaduais e da concessionária Rumo Logística, sempre há a intenção de construir uma linha completamente nova entre Mato Grosso do Sul, oeste do Paraná e Ponta Grossa/PR ou mesmo até Paranaguá/PR.
Também existe algum interesse recente em reativar trechos da "Ferrovia do Contestado", talvez entroncando-a com um ramal leste-oeste na altura da BR-470, tanto para diminuir o frete de insumos para a agroindústria (milho, soja) quanto para exportação dos produtos. Tais projetos são discutidos no contexto da "Ferrovia do Frango", que poderia vir inclusive a ressuscitar a E.F.S.C. (Estrada de Ferro Santa Catarina) que chegava ao porto de Itajaí/SC.